# آرچر سیتی (تگزاس)
آرچر سیتی، تگزاس(به انگلیسی: Archer City, Texas) شهری در شهرستان آرچر ایالت تگزاس از ایالات جنوبی ایالات متحده آمریکا است. در سرشماری سال ۲۰۰۰، جمعیت این شهر ۱۸۴۸ نفر اعلام شد.